# Amalaire
Amalaire de Metz ou Amalarius, né en 775 dans la région de Metz (France) et décédé en 850 probablement à Metz, est un moine bénédictin, écolâtre à la cour d'Aix-la-Chapelle, puis archevêque de Trèves. Il est une figure de la Renaissance carolingienne, connu pour sa participation à l’évolution de la liturgie.

## Historique
Amalaire de Metz, ou « Amalarius », latinisation du nom franc « Amalheri », fait ses études à l’abbaye de Saint-Martin-de-Tours, entre 796 et 804, au moment de l’abbatiat d’Alcuin, l’un des principaux amis et conseillers de Charlemagne.
Il est écolâtre à la cour d’Aix-la-Chapelle, et devient archevêque de Trèves entre 809 à 813. En 813, avec l’abbé Petrus de Nonantula, il est ambassadeur de Charlemagne auprès de l'empereur byzantin Michel Ier Rhangabé à Constantinople. Il écrit une relation amusée de ce voyage dans les Versus marini. Il fait un nouveau voyage en 814, passant par Rome et Constantinople.
Amalaire est connu pour ses écrits liturgiques et surtout pour son Liber officialis ou De ecclesiasticis officiis en trois livres rédigés vers 820 ou 823. Il y propose une interprétation allégorique de la liturgie chrétienne. Il poursuivra cet ouvrage tout au long de sa vie, lui ajoutant quatre compléments.
En 831 il se rend à Rome, auprès du pape Grégoire IV, puis à l’abbaye de Corbie où il compile un antiphonaire romain, le Liber de ordine antiphonarii, rédigé vers 832, selon celui que l'abbé Wala y apporta de Rome auparavant. Il joue un rôle important dans la réforme religieuse entamée sous Louis le Pieux, utilisant notamment son antiphonaire pour l’église de Metz.
Il est nommé à l’archevêché de Lyon en 834 ou 835, après la destitution d’Agobard de Lyon par le concile de Thionville. Il participe au synode de Quierzy (septembre 838), où il s’oppose à Florus et à Agobard de Lyon ; le synode condamne certains de ses avis liturgiques et restitue le titre d'archevêque de Lyon à Agobard.
La liste historique des cardinaux mentionne que le pape Serge II, vers 844, élève Fortunatus Amalarius au rang de cardinal.

## Apport à lamusique liturgique
Amalaire expose dans ses ouvrages les différences entre le chant gallican et le chant romain, ceci, alors que le gallican régresse au profit du chant messin (futur chant grégorien). Il est ainsi un des rares auteurs nous donnant des informations sur ce premier. Il donne beaucoup d’informations sur la liturgie de l’époque, notamment sur la place du chant au sein de celle-ci, sur le rôle du chantre, etc.
Ces écrits étudient le répertoire, le rituel de la musique, mais ils ne fournissent pas d’exemples, et manquent souvent de rigueur dans la terminologie musicale.

## Écrits recensés
- Ernst Dümmler, « Lettres », dans Monumenta Germanicae historica inde A. C. 500 usque ad 1500, Epistolae selectae, vol. 5, Hanovre, 1826, p. 242, 679.
- Ernst Dümmler, « Versus marini », dans Monumenta Germanicae historica inde A. C. 500 usque ad 1500, Poetae Latini, vol. 1, Berlin, 1881, p. 426, 694.
- Johann M. Hanssens, Amalarii episcopi opera liturgica omnia (3 volumes), Studi e Testi (nos 138–140), Vatican, 1948–1950.
- Jacques-Paul Migne, Patrologiae cursus completus. Serie latina (221 volumes), Petit Montrouge, 1844–1855 (réédition Turnhout, 1966), vol. 105, p. 815.

La Patrologie Latine de Jacques-Paul Migne recense de lui (sous le nom de Symphosius Amalarius) :
- De ecclesiasticis officiis (« des offices religieux »)
- Eclogae de officio missae (« églogues sur l'office divin »)
- Epistolae (« lettres »)
- Forma institutionis canonicorum (« forme des institutions canoniques »)
- Liber de ordine antiphonarii (« livre de l'ordre des antiphonaires ») [lire en ligne en latin [PDF]]
- Amalarius Fortunatus Trevirensis des Eglogae (« églogues »)
- Epistola de caeremoniis baptismi (« lettre sur la cérémonie du baptême »)
- Versus marini.

## Ouvrages généraux
- Françoise Ferrand (dir.), Guide de la musique du Moyen Âge, Paris, Fayard, 1999, 850 p. (ISBN 2-213-03063-4).
- Netzer, H. L'Introduction de la messe romaine en France sous les Carolingiens. A. Picart & Fils, 1910.

## Ouvrages en ligne
- De ecclesiasticis officiis libri IV (copie entre 850 et 880 auprès de la bibliothèque de l'abbaye de Saint-Gall, codex 278) [lire en ligne]